# Polypodium medicinale
Polypodium medicinale là một loài dương xỉ trong họ Polypodiaceae. Loài này được Rojas Acosta mô tả khoa học đầu tiên..
Danh pháp khoa học của loài này chưa được làm sáng tỏ. 